# Babboe

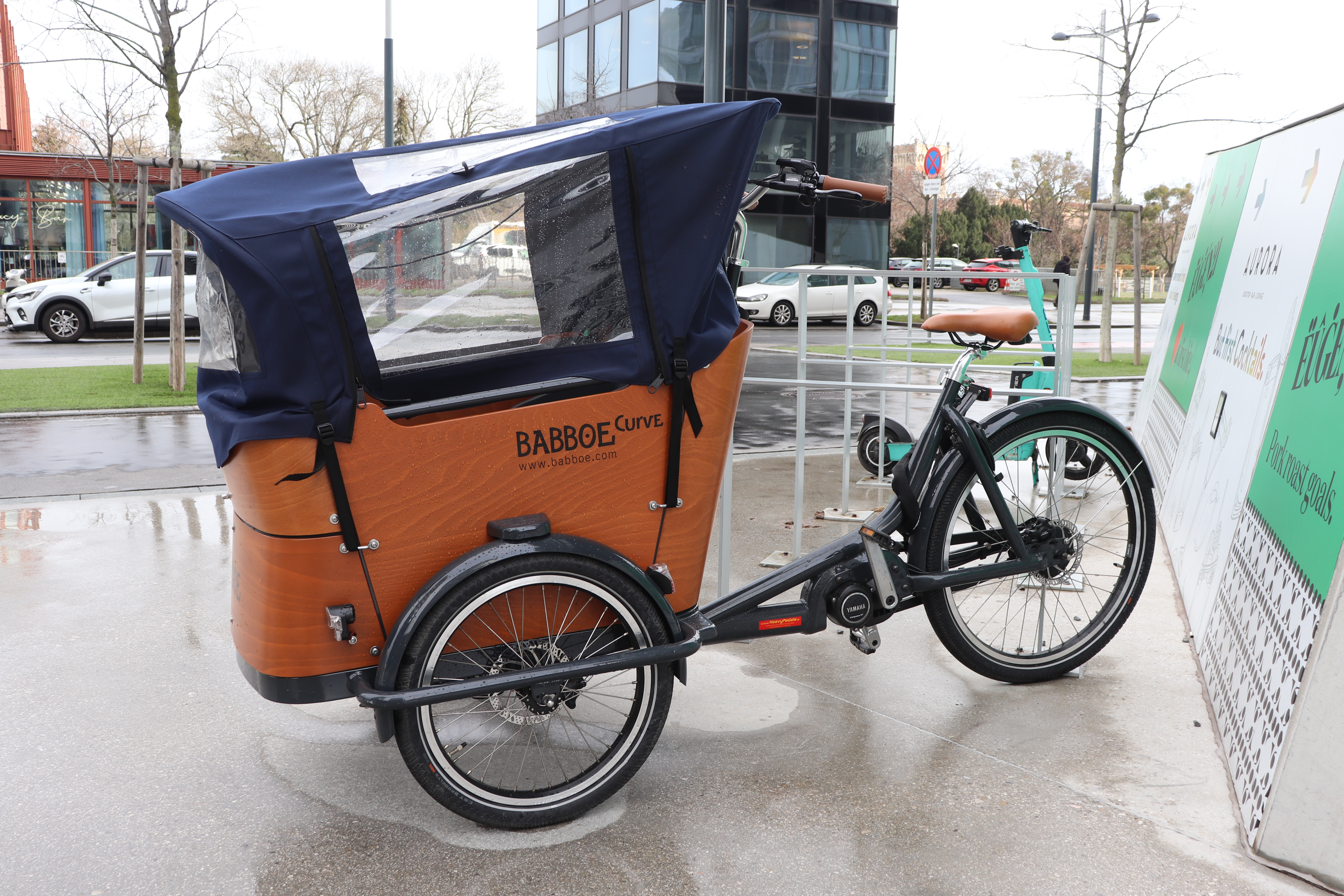
Babboe Curve met elektrische trapondersteuning in Wenen

Babboe is een Nederlands bakfietsmerk. Het kwam in 2007 op de markt en was een activiteit van het bedrijf 'Velosophy'. In 2018 kwam het in bezit van het rijwielconglomeraat Accell Group dat haar hoofdvestiging heeft in Heerenveen. De bakfietsen worden verkocht in meer dan dertig landen. 
De merknaam Babboe is een fantasienaam die wil reflecteren aan de dagelijkse zorg en liefde voor kinderen. De bakfietsen zijn vooral ontworpen voor het vervoer van kinderen maar het bedrijf biedt ook bakfietsen aan voor honden en transport van goederen.

## Oprichting
Babboe is in 2005 opgericht door een groep ouders die een alternatief wilden voor dure bakfietsen. Samen met een ingenieursbureau hebben zij de Babboe bakfiets ontwikkeld.

### Modellen
Het eerste model, de Babboe Big, kwam in 2007 op de markt. Sindsdien zijn er allerlei varianten uitgebracht. Sommige daarvan zijn in principe gelijk aan reeds tientallen jaren bestaande bakfietsen types zoals de Long John. Er worden zowel niet-elektrische als elektrische bakfietsen (met toevoeging -E) met twee wielen of met drie wielen aangeboden.
Een overzicht van de versies met introductiejaar:
- 2007: Babboe Big (standaardversie)
- 2009: Babboe Big-E (standaardversie met elektrische trapondersteuning)
- 2010: Babboe City (tweewieler)
- 2011: Babboe City-E (tweewieler met elektrische trapondersteuning)
- 2013: Babboe Curve en Babboe Curve-E (luxe versie met beukenhouten bak en afgeronde hoeken)
- 2013: Babboe Dog en Babboe Dog-E (met loopplankje voor honden)
- 2015: Babboe City Mountain en Babboe Curve Mountain (met Yamaha midden-motor)[3]
- 2017: Babboe Carve, Babboe Carve-E en Babboe Carve Mountain (driewieler)
- 2017: Babboe Mini, Babboe Mini-E en Babboe Mini Mountain (tweewieler)
- 2018: Babboe Max (bakfiets voor kinderopvang)
- 2019: Babboe Slim (tweewieler)
- 2020: Babboe Go, Babboe Go-E (driewieler met deur), Babboe Flow-E, Babboe Flow Mountain (driewieler)

## Veiligheid
In februari 2024 werd na onderzoek door RTL Nieuws bekend dat de bakfietsen regelmatig doormidden breken. Na onderzoek besloot de Nederlandse Voedsel- en Warenautoriteit (NVWA) dat Babboe voorlopig moet stoppen met het verkopen van bakfietsen en een aantal modellen moet terugroepen. De gebreken kunnen volgens de NVWA leiden tot zware ongevallen. De NVWA en het Openbaar Ministerie (OM) besloten een strafrechtelijk onderzoek te starten, maar in september 2024 staakte het OM het onderzoek. Het bedrijf werd verdacht van het produceren en op de markt brengen van bepaalde typen (elektrische) bakfietsen waarvan het kon weten dat er veiligheidsproblemen waren. Het OM is van mening dat de maatregelen van de NVWA afdoende zijn en te prevaleren boven een strafrechtelijke afdoening.